# Alan Williams
Alan Williams, född 14 oktober 1930 i Caerphilly, död 21 december 2014 i London, var en brittisk (walesisk) labourpolitiker. Han var parlamentsledamot för valkretsen Swansea West från valet 1964 till 2010, och var från 2005 den ledamot i parlamentet som suttit längst.
Han var minister i Harold Wilsons och James Callaghans regeringar, men hade sedan 1989 ingen ledande post. Han var skeptisk till Europeiska unionen och var motståndare till skapandet av det walesiska parlamentet.